# Robert Pine
Robert Pine, właściwie Granville Whitelaw Pine (ur. 10 lipca 1941 w Nowym Jorku) – amerykański aktor.

## Życiorys

### Wczesne lata
Urodził się w Nowym Jorku jako syn Virginii (z domu Whitelaw) i Granville’a Martina Pine’a, rzecznika patentowego. Dorastał w Scarsdale. Chciał zostać lekarzem, ale przed ukończeniem Ohio Wesleyan University (1963) postanowił zostać aktorem.

### Kariera
Występował na scenie w komedii Chory z urojenia Moliera jako Cleante, Mewa Czechowa jako Trigorin, a także w Filantropie Christophera Hamptona, Red Rover, Red Rover, Relatively Speaking Alana Ayckbourna i The Vice w Melrose Theatre, La Bohème jako Marcello, Oklahoma! Richarda Rodgersa jako Curly, Dylan Sidneya Michaelsa, Blue Denim Jamesa Leo Herlihya z Catalina Productions w The Theatre Company, Rumors Neila Simona w San Bernardino Civic Light Opera w San Bernardino, Herbatka we dwoje w Stage West w Calgary, Telemachus Clay w Stage Society, The Incomparable Lou Lou Rona Clarka na Florydzie i Dobrze (Good) w Porterfield Theatre (1997) przy Radford University w Radford w stanie Wirginia.
W 1964 trafił po raz pierwszy na szklany ekran w jednym z odcinków serialu NBC Kraft Suspense Theatre. Jego największą telewizyjną rolą był sierżant Joseph (Joe) Getraer / S-4 w serialu NBC CHiPs (1977–1983), ale również może było go zobaczyć w wielu serialach, m.in.: Gunsmoke, Matlock, Aniołki Charliego czy Napisała: Morderstwo. W serialu CBS Magnum (Magnum, P.I., 1983–1988) był ojcem tropikalnego detektywa Thomasa Sullivana Magnum (Tom Selleck). W operze mydlanej NBC Dni naszego życia (Days of Our Lives, 1987) wystąpił jako Walter Coleman. W kanadyjskim miniserialu Hoover przeciw Kennedym (Hoover vs. The Kennedys, 1987) zagrał postać Johna F. Kennedy’ego.
W sitcomie NBC Dzień dobry, panno Bliss (Good Morning, Miss Bliss, 1988) pojawił się w roli Petera Morrisa, ojca Zacka (Mark-Paul Gosselaar). W operze mydlanej CBS Moda na sukces (The Bold and the Beautiful, 1988–2001) wystąpił jako Stephen Logan, ojciec Stephena „Storma” (Ethan Wayne), Brooke (Katherine Kelly Lang), Donny (Jennifer Gareis) i Katherine „Katie” (Heather Tom).
Na początku lat 90. przedstawił na małym ekranie dwa czarne charaktery. W sitcomie NBC California Dreams (1992) grał bogatego rasistę Kena Blancharda, który neguje przyjaźń córki z czarnoskórym perkusistą Tonym. W jednym z odcinków serialu CBS Schoolbreak Special – pt. Big Boys Don’t Cry (1993) grał pedofila Paula Waltersa, który molestuje dwóch siostrzeńców (jeden, zapaśnik z liceum, kolega Raya Sancheza (Mario Lopez z Byle do dzwonka). W styczniu 1994 gościnnie zagrał Barta Tupelo w westernie CBS Rodzina Hartów z Dzikiego Zachodu (Harts of the West) z udziałem Beau Bridgesa i Lloyda Bridgesa. W telefilmie TNT CHiPs (1998–1999) powtórzył swoją rolę jako komisarz CHP Joe Getraer. We wrześniu 2013 pojawił się jako dziadek Jacka w reklamie telewizyjnej Kaiser Permanente w „Thrive – Perfectly Ordinary”. W listopadzie 2013 użyczył głosu w niewielkiej roli biskupa w Kraina lodu (Frozen).
Na scenie teatru Antaeus Company w Glendale zagrał w spektaklach: Dzisiaj o 8.30 Noëla Cowarda (2007) jako Jasper Featherways, Kuzynka Bietka (2009) w roli barona Hulota, Król Lear (2010) jako Hrabia Gloucester, Kłamca (2013) jako Geront i Kotka na gorącym blaszanym dachu (2017) jako doktor Baugh.

## Życie prywatne
6 września 1969 poślubił Gwynne Gilford, z którą ma córkę Katherine (ur. 24 września 1972 w Los Angeles) i syna Chrisa (ur. 26 sierpnia 1980 w Los Angeles), który zasłynął jako aktor filmowy dzięki roli Jamesa T. Kirka w Star Treku (2009), W ciemność. Star Trek (2013) i Star Trek: W nieznane (2016).

## Filmografia

### Filmy fabularne
| Rok  | Tytuł                                     | Rola                     | Reżyser                     |
| ---- | ----------------------------------------- | ------------------------ | --------------------------- |
| 1968 | Fałszywy zabójca (The Counterfeit Killer) | Ed                       | Józef Lejtes                |
| 1975 | Dzień szarańczy (The Day of the Locust)   | Apprentice               | John Schlesinger            |
| 1977 | Imperium mrówek (Empire of the Ants)      | Larry Graham             | Bert I. Gordon              |
| 1991 | Rover Dangerfield                         | Duke (głos)              | James L. George, Bob Seeley |
| 1996 | Dzień Niepodległości (Independence Day)   | kucharz prezydenta Staff | Roland Emmerich             |
| 2003 | Przekręt doskonały (Confidence)           | Pan Lewis                | James Foley                 |
| 2004 | Helter Skelter (TV)                       | sędzia Keene             | John Gray                   |
| 2005 | Red Eye                                   | Bob Taylor               | Wes Craven                  |
| 2008 | Dzielnica Lakeview (Lakeview Terrace)     | kapitan Wentworth        | Neil LaBute                 |
| 2009 | Small Town Saturday Night                 | John Ryan                | Ryan Craig                  |
| 2013 | Jobs                                      | Ed Woolard               | Joshua Michael Stern        |
| 2013 | Kraina lodu (Frozen)                      | Biskup (głos)            | Chris Buck, Jennifer Lee    |
| 2016 | Dzień Matki (Mother’s Day)                | Earl                     | Garry Marshall              |

### Seriale TV
| Rok       | Tytuł                                                  | Rola                                                                                |
| --------- | ------------------------------------------------------ | ----------------------------------------------------------------------------------- |
| 1967      | Zagubieni w kosmosie (Lost in Space)                   | Craig                                                                               |
| 1968      | Gunsmoke                                               | Jeffrey Lyle                                                                        |
| 1969      | Bonanza                                                | Steed Butler                                                                        |
| 1969      | Gunsmoke                                               | Eliot Procter                                                                       |
| 1970      | Gunsmoke                                               | Ben Gentry                                                                          |
| 1971      | Dan August                                             | Pete O’Connell                                                                      |
| 1973      | Barnaby Jones                                          | Paul Colling                                                                        |
| 1973      | Gunsmoke                                               | Link                                                                                |
| 1976      | Aniołki Charliego (Charlie’s Angels)                   | dr Conlan                                                                           |
| 1977      | Barnaby Jones                                          | Bradley Fredericks / Catlin                                                         |
| 1977      | Aniołki Charliego (Charlie’s Angels)                   | Andy Price                                                                          |
| 1977      | Barnaby Jones                                          | Jim Rhodes                                                                          |
| 1977–1983 | CHiPs                                                  | sierżant Joseph Getraer                                                             |
| 1982      | Statek miłości                                         | wielebny David Ruland                                                               |
| 1983      | Hotel                                                  | Paul Manning                                                                        |
| 1983–1988 | Magnum (Magnum, P.I.)                                  | porucznik Thomas Sullivan Magnum II, USN, ojciec detektywa Thomasa Sullivana Magnum |
| 1984      | Strach na wróble i pani King (Scarecrow and Mrs. King) | Sinclair                                                                            |
| 1984      | Więzy rodzinne (Family Ties)                           | Dean Ian McCall                                                                     |
| 1985      | Nieustraszony (Knight Rider)                           | Cyrus Oakes                                                                         |
| 1986      | Napisała: Morderstwo                                   | Doug Helman                                                                         |
| 1986      | Dynasta                                                | porucznik Calder                                                                    |
| 1986      | Dallas                                                 | psychiatra                                                                          |
| 1987      | Matlock                                                | Sam Dolan                                                                           |
| 1987      | Dni naszego życia (Days of Our Lives)                  | Walter Coleman                                                                      |
| 1987      | Hoover przeciw Kennedym (Hoover vs. The Kennedys)      | John F. Kennedy                                                                     |
| 1988      | Córeczki milionera (Rags to Riches)                    | Ralph Huntington                                                                    |
| 1988–2001 | Moda na sukces (The Bold and the Beautiful)            | Stephen Logan                                                                       |
| 1989      | Napisała: Morderstwo                                   | senator Andrew Grainger                                                             |
| 1990      | Dzień za dniem (Life Goes On)                          | Wayne Oslot                                                                         |
| 1990      | Matlock                                                | senator stanowy Jeffrey Paul                                                        |
| 1991      | MacGyver                                               | Ralph Jerico                                                                        |
| 1991      | Gliniarz i prokurator                                  | Art                                                                                 |
| 1991      | Prawnicy z Miasta Aniołów                              | Bruce Fairchild                                                                     |
| 1993      | Napisała: Morderstwo                                   | Walter Gillrich                                                                     |
| 1993      | Słoneczny patrol                                       | dr Bonann                                                                           |
| 1993      | Gdzie diabeł mówi dobranoc                             | Bill McGrath                                                                        |
| 1994      | Napisała: Morderstwo                                   | Edgar Warner                                                                        |
| 1996      | Napisała: Morderstwo                                   | Graham Forbes                                                                       |
| 1997      | Szpital Dobrej Nadziei                                 | Frank Sardos                                                                        |
| 1998      | Kancelaria adwokacka                                   | John Monahan                                                                        |
| 1998      | Beverly Hills, 90210                                   | Harold Kay                                                                          |
| 2000      | Prezydencki poker                                      | Greer                                                                               |
| 2000–2001 | Nagi patrol (Son of the Beach)                         | gubernator Thomas                                                                   |
| 2001      | Babski oddział (The Division)                          | ojciec Theodore’a                                                                   |
| 2001      | Powrót do Providence                                   | kongresmen                                                                          |
| 2001      | JAG – Wojskowe Biuro Śledcze                           | kapitan Childs                                                                      |
| 2003      | 24 godziny (24)                                        | sekretarz rolnictwa                                                                 |
| 2005      | Awatar: Legenda Aanga                                  | rybak (The Storm) – głos                                                            |
| 2006      | Zabójcze umysły (Criminal Minds)                       | Doug Gregory                                                                        |
| 2006      | Trzy na jednego (Big Love)                             | Stuart Kimball                                                                      |
| 2006      | Biuro (The Office)                                     | Gerald Halpert                                                                      |
| 2011      | Parks and Recreation                                   | Herb                                                                                |
| 2011      | Mentalista (The Mentalist)                             | Pan Mitchell                                                                        |